# Perlfleck-Stachelkäfer
Der Perlfleck-Stachelkäfer, auch Achtfleckiger Flachschienen-Stachelkäfer, (Hoshihananomia perlata) ist ein Käfer aus der Familie der Stachelkäfer (Mordellidae). Die in den Tropen artenreiche Gattung Hoshihananomia ist in Europa mit drei Arten vertreten.
Der wissenschaftliche Gattungsname war traditionell Mordella, bis 1935 der Japaner Kono die Gattung Hoshihananomia wegen Unterschiede im Bau der Tarsen von Mordella abtrennte. Der Artname perlata (lat.) bedeutet „mit perlenglänzenden Flecken“. Es nimmt auf die weißen Flecke Bezug, die durch die Behaarung bedingt sind.
Der Käfer gehört zu den Urwaldrelikten der eurasischen Fauna und wird in der Roten Liste der gefährdeten Tiere Deutschlands als gefährdet eingestuft.

## Merkmale des Käfers
Der schmale und gekrümmte Käfer hat eine Länge von knapp sieben bis zehn Millimeter, wenn man in der bei den Stachelkäfern üblichen Weise von den Oberkiefern bei vorgestrecktem Kopf bis ans Ende der Flügeldecken misst. Das hinter den Flügeldecken liegende stachelförmige Hinterleibsende (Pygidium), dem die Stachelkäfer ihren Namen verdanken, trägt nochmals etwa zwei Millimeter zur Gesamtlänge bei. Der schwarze Käfer ist überwiegend schwarz behaart und stellenweise auffallend weiß behaart.
Der Kopf wird bei Gefahr nach unten gezogen, die Mundwerkzeuge zeigen dann bereits wieder schräg nach hinten. Die großen runden Augen sind fein facettiert und unbehaart. Ihr Hinterrand erreicht die Hinterkante des Kopfes nicht, die Schläfe ist etwa so breit wie das dritte Fühlerglied lang ist. Die fadenförmigen elfgliedrigen Fühler (Abb. 5) sind vom fünften Glied an schwach gesägt, die ersten vier Glieder sind alle schmaler als das fünfte.
Der Halsschild ist von oben betrachtet vorn halbkreisförmig abgerundet. Seine Basis ist vor dem Schildchen weit nach hinten ausgebuchtet (basaler Mittellappen), neben den Hinterecken leicht nach innen gekrümmt. Die Behaarung des Halsschilds ist an den Rändern weißlich, besonders seitlich der Mitte der Basis und am Vorderrand. Auch auf der Scheibe des Halsschildes finden sich gewöhnlich zwei kleine Längsmakel. Die weißen Bereiche sind nur verwaschen gegen die schwarzen Bereiche abgesetzt.
Die Flügeldecken sind so breit wie der Halsschild. Die Seiten verengen sich über die ersten beiden Drittel kaum. Die schneeweißen Haarmakel sind teils scharf, teils verwaschen begrenzt und sehr unterschiedlich ausgebildet. Entsprechend wurden einzelne Formen duodecimpunctata (mit zwölf Punkten), octopunctata (mit acht Punkten) und sexpunctata (mit sechs Punkten) benannt. Im Extremfall können die Punkte auch auf zwei oder einen pro Flügeldecke reduziert sein. Meist sind sie jedoch zahlreich und sehr auffällig. Die Flügeldecken lassen den größten Teil des Pygidiums unbedeckt. Es ist zugespitzt und seine Länge beträgt etwa ein Drittel der Länge der Flügeldecken. Das dunkel behaarte Schildchen ist dreieckig mit gerundeten Seiten.
Die Familie Stachelkäfer gehört zu der Familiengruppe der Heteromeren, die an den beiden vorderen Beinpaaren fünfgliedrige Tarsen besitzen, die Tarsen der Hinterbeine sind dagegen nur viergliedrig. Das vorletzte Glied der Tarsen der beiden vorderen Beinpaare ist am Vorderrand nicht wie bei der Gattung Mordella gerade abgeschnitten, sondern zweilappig. Die Klauen sind kammartig gezähnt, die Zähnchen länger als die Klauenbreite. An der Basis der Klauen befindet sich ein borstenförmiger Anhang (Bild unter Weblinks). Die Vorderschienen des Männchens sind kräftig gebogen, die des Weibchens gerade. Am mittleren Beinpaar ist der Tarsus kürzer als die Schiene. Die Hinterschiene ist kurz vor dem Ende und parallel dazu auf der Oberseite eingekerbt (Apikalkerb (m.)).

## Biologie
Die thermophile Art ist auf Blüten von Kräutern (Schafgarbe u. a.) und Büschen (Hartriegel u. a.) zu finden. Außerdem wird der Käfer häufig auf Buchenstubben gefunden.
Die Larven entwickeln sich in totem Holz von Laubbäumen, vor allem Buche, Eiche und Birke. Die Käfer fliegen bei Störungen rasch auf.

## Verbreitung
Die Art ist sehr diskontinuierlich von Südfrankreich bis Nordjapan verbreitet, fehlt aber in Nordeuropa und in Südosteuropa. Innerhalb Deutschlands scheint sie sich nach Norden auszubreiten.